# Icchak Golombek
Icchak Golombek (hebr. ‏יצחק גולומבק‎) (ur. 1956 w Łodzi) – izraelski rzeźbiarz i pedagog pochodzący z Polski.

## Życiorys
Urodził się w Łodzi, w 1964 razem z rodziną emigrował do Izraela. W latach 1978–1981 uczył się w Ha-Midrasza – Wydział Sztuki. Od 1985 do 1986 wykładał w Camera Obscura w Tel Awiwie, równocześnie rozpoczął pracę w szkole artystycznej Beit Berl w Kefar Sawa, gdzie wykładał do 2013. W 1986 przez rok był związany z Alon High School for the Arts w Ramat Hasharon, a następnie w latach 1987–1992 był nauczycielem w  Thelma Yelin, Folk Art School w Giwatajim. W 1991 otrzymał etat wykładowcy na Uniwersytecie w Hajfie, pracował na Wydziale Sztuki do 2003. W 2001 powrócił na rok jako wykładowca wizytujący do szkoły Beit Berl.

## Twórczość
W pierwszym okresie pracy artystycznej Icchak Golombek tworzył rzeźby przestrzenne, które powstawały przy użyciu żelaznych drutów i czarno białych fotografii, a pod koniec lat 80. XX wieku zastąpił je elastyczną sklejką i różnymi przypadkowymi przedmiotami. Cienkie arkusze sklejki wypełnione powietrzem miały obrazować tymczasowość, nicość istnienia. Dodając czarno-białe fotografie i banalne przedmioty codziennego użytku, takie jak grzebienie, papier toaletowy, żyletki, paski, wypalone zapałki, krople wody i namioty, przedstawiał atmosferę towarzyszącą emigrantom, wypędzanym uchodźcom. Przesłanie artysty dotyczy nieoczywistej tożsamości wielu mieszkańców Izraela. W latach 90. XX wieku jego twórczość ewoluowała, pojawiły się szklane gabloty, akwaria, w których umieszczał miniaturowe imitacje przedmiotów codziennego użytku, tj. piżama, suszone kwiaty. Po 2000 roku zaczął tworzyć instalacje z porzuconych przedmiotów, gotowych materiałów, takich jak grzebienie, ołówki, kapcie, zabawki, kartony po jajkach i artykuły spożywcze wykonane z tworzywa sztucznego. Golombek prezentował wystawy w galeriach i muzeach w Izraelu, Japonii i Niemczech.

## Nagrody i wyróżnienia
- 1986 Beatrice Kolliner Prize for a Young Israeli Artist, Muzeum Izraela, Jerozolima;
- 1988 Prize for a Young Artist, for Art and Sculpture, Ministerstwo Nauki i Kultury Izraela;
- 1989 Prize for Creativity, America-Israel Cultural Foundation;
- 1989 nagroda Ministra Nauki i Kultury Izraela;
- 1989 Oscar Hendler Prize, Kibbutz Lohamei Hagetaot;
- 2001 Prize for the Encouragement of Creative Art, Ministerstwo Nauki, Kultury i Sportu;
- 2006 Prize for Creations in the Realm of Plastic Arts, Ministerstwo Nauki i Sztuki;
- 2014 Artist-in-residence, Artists' Studio, Düsseldorf, Niemcy;
- 2014 Ilana Elovic Bezalel Prize, Akademia Sztuk Pięknych i Wzornictwa Besaleela, Jerozolima[3];
- 2017 Prize for an Established Israeli Artist, Tel Aviv Museum of Art, Tel Awiw-Jafa[4];
- 2017 Rappaport Prize, Izrael.